# Estação Lessnaia (metro de São Petersburgo)
Lessnaia (em russo:  Лесная) é uma das estações da linha Kirovsko-Vyborgskaia (Linha 1) do metro de São Petersburgo, na Rússia. Estação «Lessnaia» está localizada entre as estações «Ploshchad Mujestva» (ao norte) e «Vyborgskaia» (ao sul).